# Echolink
 Echolink  és un programa que s'executa en Microsoft Windows per permetre que els aficionats de ràdio per comunicar-se entre si utilitzant veu per IP (VoIP). Va ser dissenyat per Jonathan Taylor, una emissora de radioaficionat amb l'indicatiu de trucada K1RFD.
El programa permet connexions fiables en tot el món que s'ha de fer entre els radioaficionats, en gran manera la millora de radioaficionats de les capacitats de comunicació. En essència és la mateixa que altres aplicacions de VoIP (com Skype), però amb l'única addició de la capacitat d'enllaç a un aficionat de l'estació de ràdio transceptor. Abans d'utilitzar el sistema és necessari per a un possible usuari de la crida de ser validat. Echolink El sistema exigeix que cada nou usuari proporcioni una prova d'identitat i llicència abans de la seva trucada s'afegeix a la llista d'usuaris validats.

## Usos
El programari pot operar en un de dues maneres:
- Mode d'usuari únic. Si tenen un ordinador connectat a Internet, podeu utilitzar el micròfon de l'ordinador i connectar-se als altaveus. Echolink habilitat altres equips a través d'Internet i parlar amb els aficionats a l'altre extrem.
- Mode Administrador. Això implica la connexió del seu propi transceptor VHF o UHF al seu PC connectat a Internet amb un disseny especial interfície de maquinari. Fer això permet a una altra emissora de ràdio d'aficionats amb els seus propis transceptor, que forma part de la gamma de ràdio en aquesta estació, per comunicar-se amb (o per) qualsevol altra estació d'Echolink equipats a qualsevol part del món. Aquesta és la característica única d'Echolink.

## Echolink compatible amb altres Sistemes Operatius
Hi ha paquets del programari de codi obert que són en gran manera compatible amb Echolink estan disponibles per a McIntosh (EchoMac) i Linux (echoLinux o SvxLink/Qtel), però en l'actualitat (febrer de 2007) que tenen funcions limitades en comparació amb la versió per a Windows, si més no quan es comparen les aplicacions d'escriptori.
Nota: El Echolink programari, que està dissenyat per executar-se en Microsoft Windows, també ha estat conegut pel treball sobre diversos de Linux. Aquesta ruta pot ser la millor ruta per anar per al principiant usuari de Linux, ja que moltes de les aplicacions de Linux requereixen alguns coneixements tècnics per a instal·lar.